# Shabaks
Os shabaks são um grupo étnico-religioso que vive principalmente nas aldeias de Ali Rash, Khazna, Yangidja e Tallara na comarca de Sinjar da província de Ninawa, no norte do Iraque. A sua língua é a shabaki, uma língua iraniana do grupo Zaza-Gorani. Tem sido sugerido que os antepassados dos shabaks pertencessem ao exército qizilbash liderado pelo xá Ismail I.

## Demografia
Um censo de 1925 estimou o número de shabaks em 10.000 pessoas. Nos anos 70, a sua população era estimada em cerca de 15.000. Estimativas atuais da população shabak vão das 30.000 às 400.000 pessoas.
Os shabaks dividem-se em três tribos: os Hariri, os Gergeri e os Mawsilî.

## História

### Origens
As origens da palavra Shabak não são claras. Segundo alguns, Shabak deriva da palavra árabe شبك, com o significado de mistura, indicando que o povo shabak deriva de várias tribos. O nome "Shabekan" ocorre entre tribos de Dersin, no norte do Curdistão, e "Shabakanlu" em Coração, no nordeste do Irão.
O arqueólogo britânico Austin Henry Layard (1817-1894) considerava que os shabak descendiam de curdos da então Pérsia, e acreditava que poderiam ter afinidades com os Ali-Ilahis (uma religião sincrética praticada em partes do Irão). Outras teorias sugerem que os shabak descendem de turcomanos da Anatólia, apoiantes do Xá Ismail I, que foram forçados a se fixar na zona de Mossul depois da derrota na batalha de Chaldiran.

### Assimilação forçada
A distribuição geográfica do povo shabak foi drasticamente alterada pelas deportações em massa durante a Operação Anfal em 1988 e pela crise de refugiados em 1991. Muitos shabaks, tal como Zengana e Hawrami foram levados para campos de concentração (mujamma'at em árabe) na região de Harir, no Curdistão iraquiano. Estima-se que cerca de 1.160 shabaks foram mortos nesse período. Além disso, as tentativas do governo iraquiano de assimilação forçada, arabização e perseguição religiosa pôs os shabaks sobre uma ameaça crescente. Como um shabak disse a um investigador: "O governo disse que éramos árabes, não curdos; mas se o somos, porque nos deportaram das nossas casas?" As deportações terão sido baseadas no censo de 1987 (em que os habitantes poderiam declarar-se como "curdos" ou "árabes", não havendo outras opções, como "turcomano" ou "assírio") e terão afetado sobretudo os shabaks que escolheram identificar-se como "curdos".
É provável que a auto-identificação étnica dos shabaks esteja ligada à sua afiliação religiosa, sendo os shabaks sunitas mais dados a se considerarem como "curdos".
De acordo com analistas dos serviços de informação dos EUA, os shabaks estão atualmente sofrendo um processo de "curdificação", embora Ahmed Yusif al-Shabak, representante shabak no parlamento iraquiano, considere que os shabaks são curdos.
No subdistrito de Bashiqa, na região de Mossul, onde os shabaks são 60% da população (sendo os restantes sobretudo iazidis, assírios, árabes e turcomanos), metade dos membros do conselho local são de origem curda.
A 15 de agosto de 2005, shabaks realizaram uma manifestação com o slogan "Nós somos shabaks, não curdos, não árabes", exigindo o reconhecimento como uma identidade étnica distinta. A manifestação foi atacada a tiro pela milícia do Partido Democrático do Curdistão.
A 21 de agosto de 2016, Hunain Qaddo, líder do Partido Democrático Shabak, propôs a criação de uma nova província, no leste de Ninawa, para proteger as minorias do Iraque tanto da curdificação como da arabização.
A 20 de junho de 2006, membros das comunidades assíria e shabak apresentaram uma queixa ao primeiro-ministro e ao ministro do interior do Iraque acerca da subrepresentação das duas comunidades na polícia da região de Ninawa. 711 polícias assírios e shabaks foram colocados em Mossul em vez de nas suas localidades, enquanto nestas as vagas na polícia foram ocupadas por curdos.
A 20 de dezembro de 2006, numa reunião promovida pela Equipa de Reconstrução Provincial de Ninawa, 10 líderes shabaks pronunciaram-se unanimamente contra a inclusão no Governo Regional do Curdistão das áreas habitadas por shabaks da região de Mossul. Vários chefes de aldeia shabaks referiram terem sido ameaçados para assinar a petição para a integração territorial promovida pelas autoridades curdas.
A 13 de juçho de 2008, um grupo de homens armados não identificados assassinou Abbas Kadhim. Na altura Khdim pertencia à Assembleia Shabak Democrática e era um critico notório de processo de curdificação do povo shabal. De acordo com responsáveis shabaks, Kadhim tinha recebido bastantes ameaças de morte de membros dos peshmerga e do Partido Democrático do Curdistão.
A 30 de junho de 2015, o conselho provincial de Ninawa distribuiu 6.000 lotes de terra a funcionários do estado. De acordo com Salem Khudr al-Shabaki, líder do Conselho Consultivo Shabak, a maioria dos lotes foram deliberadamente entregues a árabes.

### Cronologia de perseguições no século XXI
- A 16 de janeiro de 2012, pelo menos oito shabaks foram mortos e quatro feridos na explosão de um carro armadilhado em Bartilla.[25]
- Entre 4 e 12 de março de 2012, quatro shabaks foram mortos e quatro feridos em vários incidentes separados em Mossul.[25]
- A 10 de agosto de 2012, mais de 50 shabaks foram mortos ou feridos num ataque bombista suicida na aldeia de Al Muafaqiya.[26]
- A 27 de outubro de 2012, durante o feriado do Eid al-Adha, vários shabaks foram mortos em Mossul por atiradores que entraram nas suas casas.[27]
- A 17 de dezembro de 2012, cinco shabaks foram mortos e dez feridos na explosão de um carro armdilhado na cidade de Khazna.[28]
- A 13 de setembro de 2013, uma bombista suicida mata 21 pessoas num funeral shabak perto de Mossul.[29]
- A 17 de outubro de 2013, um veículo armadilhado explodiu num bairro shabak na cidade de Mwafaqiya, matando 15 pessoas e ferindo pelo menos 52.[30]
- A 12 de julho de 2014, combatentes do Estado Islâmico pilharam a aldeia de Bazwaya na região de Mossul. No mesmo dia, dezasseis shabaks foram aprisionados pelo EI nas aldeias de Jiliocan, Gogjali e Bazwaya.[31]
- A 23 e 30 de jhulho de 2014, o EI aprisionou 43 famílias shabaks em vários bairros de Mossul.[31]
- A 13 de agosto de 2014, o EI destruiu a casa de um deputado iraquiano de origem shabak.[31]
- Em agosto de 2014, o EI aprisionou 26 shabaks na região de Hamdaniya.[31]

### Participação na Guerra Civil Iraquiana
A província de Ninawa tem sido disputada pelo EI e por combatentes curdos. O povo shabak foi bastante afetado pelo combates de 2014, levando um grande número de shabaks a fugirem para o Curdistão e cerca de 30.000 shabaks e turcomanos para o centro e sul do Iraque.
Em setembro de 2014, o representante dos shabak no parlamento iraquiano, Salim Juma’a, anunciou a criação de uma mílicia de 1500 combatentes para lutar contra o EI. A 23 de novembro de 2014 foi anunciada a formação da milícia Quwat Sahl Nīnawā — Forças do Planalto de Nínive (não confundir com a milícia assíria ܚܝ̈ܠܘܬܐ ܕܕܫܐ ܕܢܝܢܘܐ, também traduzida para "Forças do Planalto de Nínive").

## Religião
É comum entre os shabaks considerarem-se como muçulmanos xiitas, mas a sua fé e rituais são largamente secretos e diferem do islamismo tradicional, tendo características de uma religião independente. Há uma ligação próxima entre os shabaks e os iazidis: p.ex., os shabaks fazem peregrinações aos santuários iazidis. No entanto, também fazem peregrinações a cidades santas xiitas como Najafe e Carbala.
Os shabaks são por vezes considerados, nomeadamente por alguns sunitas, como sendo "xiitas extremos" (ghulāt), xiitas que terão levado a sua devoção por Ali e pelos imans seus descendentes ao ponto de lhes atribuírem características divinas (outros "xiitas extremos" seriam os alauítas da Síria, os alevis da Turquia e os Ahl-i Ahqq no Irão).
O texto religioso primário dos shabaks é chamado Buyruk ou Kitab al-Managib (Livro dos Atos Exemplares) e está escrito em turcomano, consistindo em diálogos entre o xeque Safi al-Din de Ardabil e o seu filho, o xeque Sadr al-Din, líderes da ordem sufi Safaviyya, e antepassados da dinastia safávida da Pérsia.
Os shabaks combinam elementos do sufismo com a sua própria interpretação da "realidade divina". Para os shabaks a "realidade divina" é mais avançado do que a interpretação literal do Corão conhecida como sharia. Os guias espirituais shabaks são conhecido como pîr, sendo indivíduos conhecedores das orações e rituais da seita. Os pîs são liderados pelo Chefe Supremo ou Baba, e agem como mediadores entre o poder divino e os shabaks comuns. As suas crenças formam um sistema sincrético que incluí aspetos como a confissão e permitir o consumo de vinho nas cerimónias religiosas (este ultimo aspeto distingue-os das populações muçulmanas vizinhas). As crenças dos shabaks são muito parecidas com as do yarsanismo.
Os shabaks consideram a poesia de Ismail I como sendo revelada por Deus, e recitam-na durante as cerimónias religiosas.